# Антиохија
Антиохија на Оронту (антички грчки: ; такође Сиријска Антиохија) је била древни грчко-римски град на источној обали реке Оронт. Његови остаци леже у близини данашњег града Антиохија (турски: Антакија), у Турској, савременог града који носи њено име.
Антиохија је основана пред крај 4 века п. н. е. а основао ју је Селеук I Никатор, један од генерала Александра Великог. Географија града, војна и економска локација користили су његовим путницима намерницима, посебну корист град је имао од тога што се налазио на раскрсици где се трговало зачинима, Путу свиле, и Персијском краљевском путу. Она је на крају постала главни ривал Александрије на Блиском истоку. То је такође био главни центар хеленистичког јудаизма на крају периода Другог Храма. Већи део урбаног развоја Антиохије спроведен је током Римског царства, када је град био један од најважнијих у источно Медитеранских области римске државе.
Антиохија је назван колевка хришћанства као резултат њене дуговечности и кључне улоге коју је одигрла у настанку како хеленистичког јудаизма тако и раног хришћанства. Хришћански Нови завет тврди да се име хришћанин први пут појавила у Антиохији. То је био један од четири града сиријског Тетраполиса, а његови становници су били познати као Антиохијци. Град је био метропола од пола милиона људи током владавине Аугуста, али је постао релативно безначајну у средњем веку због сталних ратова, непрестаних земљотреса, и промен трговачких путева, који више нису пролазили кроз Антиохију са Далеког истока пратећи Монголска освајања.

## Историја

### Праисторија
Сматра се да у праисторији место где је данас Антиохија није било у потпуности ненастањено. У источним предграђима града постоје археолошки остаци места Мерое, у којем је било светилиште божице Анајте, коју су Грци називали персијском Артемидом. Постојало је такође и мјесто на оближњем брду које је у каснијим списима познато као Јо или Јопол. Током класичног доба су се становници Антиохије хвалили како, управо због имена тога места, вуку корене од древних Јоњана. Могуће је да је Јо заиста била мала колонија грчких трговаца. Усто, у долини реке сместило се и мање село именом Ботија.

### Утемељење града
Према извештају Либанија из 4. века, Александар Велики једном се утаборио на подручју Антиохије, те северозападно од будућег града посветио олтар Зеуса Ботијског. Претпоставља се да је ово само покушај много каснијег писца да повећа углед Антиохије. Права историја Антиохије започиње њеним утемељењем, што је учинио Селеук  Никатор око 300. п. н. е. Место за град изабрао је тако што је орлу, симболу Зевса, дао месо жртвене животиње. Град је утемељен тамо где је орао положио тај принос. Ускоро је Антиохија прерасла остале градове што их је основао Селеук, те од Селеуције Пиерије преузети наслов главног града Сирије.

### Хеленистичко раздобље
Изворни тлоцрт и начин градње Антиохије битно је хеленистички, а следи начин изградње Александрије. Тако је градско утврђење смештено на брду Силпију, а сам се град сместио северно од утврђења, у долини уз реку. Две главне улице с колонадама секле су се у средишту града.
Вероватно је Антиох I Сотер наложио да се изгради још једну четврт која је била ограђена властитим зидинама, а трећи део града, такође с властитим зидинама, почео је да гради Селеук , а довршио Антиох III Велики. Четврти и последњи део доградио је Антиох IV Епифан (175-164. п. н. е.), те се Антиохија отада популарно назива Тетрапол, „Четвороград”. Пречник града од запада према истоку био је око 6 km, а нешто мањи од севера према југу.
У граду је било мешано становништво, састављено од домаћег становништва, потом од Атињана доведених из оближње Антигоније, Македонаца и Жидова. У почетку је могла имати између 17.000 и 25.000 становника, не рачунајући робове. Сматра се да је у време свога највећег развоја, на прелазу из хеленистичког у римско раздобље град имао око 500.000 становника, те да се потом њихов број опет смањио у византско време, те свети Јован Златоусти спомиње око 200.000 становника. Савремени историчари држе да је град у 1. веку могао имати не више од 100.000 становника, чему би се онда могли додати робови и становници подручја које му је гравитирало.
Осим Антиохије, Селеук I утемељио је и место Дафна, мало насеље с парковима и много воде, унутар којег се уздизао Аполонов храм. Касније ће томе Диоклецијан придодати и Хекатин храм.
За врема Антиоха I Антиохија постаје главни град Сирије и престолница Селеукидског царства. Од грађевина, познато је било позориште на обронцима Силпија, те краљевска палата која се вероватно налазила на острву. Антиохија је била славна по својој књижевности и уметности, премда је тек неколико познатих имена из тога раздобља доспело до данашњице. Међу њима су стоик Аполофан и писац Феб. Сматра се да је велика већина становништва била тек наизглед хеленистичка, а заправо су говорили арамејским језиком. Надимци које су давали својим краљевима били су арамејски, а и божанства, осим Аполона и Дафне била су заправо велика сиријска божанства.
Будући да су јој називу додавали и „Златна”, може се закључити да је Антиохија изгледала величанствено, иако је захтевала непрестане обнове због честе сеизмичке активности тла. Први велики забележени потрес догодио се 148. п. н. е., а начинио је огромну штету.
Године 64. Антиохија, заједно са целом Сиријом, прелази под власт Рима, али задржава статус слободног града (лат. civitas libera).

### Римско раздобље
Римљани су генерално осећали презир према мешаном становништву Антиохије, међутим римски цареви видели су у том граду могућу престоницу источног дела царства, која би имала много бољи положај од изоловане Александрије. Гај Јулије Цезар био је у Антиохији 47. п. н. е. и потврдио њену слободу. Вероватно заслугама Августа, изграђен је на брду Силпију велики храм Јупитера Капитолског. У том је раздобљу настао и форум римскога типа, а Тиберије је изградио две велике колонаде према Силпију. Уз њега, и Агрипа је проширио позориште, а довршио га је Трајан. Антонин Пије наложио је да се поплоча главни децуманус гранитом, а изграђено је и више терми, те два акведукта, од којих је један изградио Хадријан. Градио је у Антиохији и Ирод Велики.
Током римског времена живот града су обележили потреси. Снажан је био онај из 37. године, због којег је цар Калигула послао два сенатора у Антиохију како би проценили штету. Други се догодио 115. године док је Трајан био у граду, те је неко време морао одседати у амбијентима амфитеатра. Он и његови наследници обновили су град, али много тога је поновно уништено 526. године кад су хиљаде хришћана погинуле у рушевинама осмоугаоне цркве. Као посебно страшан по својим последицама, спомињу се и потреси од 29. новембра 528. и 31. октобра 588.
Германик је умро у Антиохији 19. године, а његово је тело спаљено на форуму. Комод је такође био у Антиохији на Олимпијским играма. Град су 256. на препад заузели Персијанци, те многе становнике побили у позоришту. Кроз 4. век Антиохија је била један од три најважнија града источног дела Римског царства, заједно с Александријом и Цариградом, што је довело до тога да је проглашена седиштем једног од пет раних хришћанских патријархата. Године 387. подигли су се велики немири због нових пореза што их је наметнуо цар Теодозије I Велики, а за казну град је изгубио метрополитански статус. Зенон је преименовао град у Теополис, те обновио многе његове грађевине, али све је опет уништио велики потрес 526. и, дванаест година касније, парсијски краљ Хозроје I Ануширван. Притом је Антиохија изгубила око 300.000 људи. Премда је цар Јустинијан I настојао да обнови град, о чему пише и Прокопије, Антиохија је ипак неповратно изгубила свој стари сјај.

### Рано хришћанско-византијско раздобље
Према хришћанској традицији и новозаветним списима (усп. Дела апостолска), у Антиохији је боравио и најавио еванђеље апостол Петар, што подиже важност и углед антиохијског патријархата. Уз њега, овдје су деловали и Павао и Барнаба. Нова верничка група у Антиохији је први пут названа хришћанима. Касније су у Антиохији деловали многи други велики хришћански ликови, међу којима и свети Игнације Антиохијски. Између 252. и 300. године у овом су се граду одржали многи црквени синоди, што говори о његовој важности као хришћанског средишта. То је и потврђено уздизањем антиохијске бискупске столице на ниво патријархата (уз Антиохију, ту су част имали још Рим, Александрија и Јерусалим, којима ће бити придодан Цариград).
Данас поглавар Антиохијске православне Цркве носи наслов антиохијског патријарха, али стварно седиште није му у Антиохији, него у Дамаску.

#### Егзегетска школа
Град је био познат по егзегетској антиохијској школи која је имала водећу улогу у Црквама у Сирији и Палестини, а наглашавала је историјски или дословни смисао текста Светога писма, не одбацујући духовни смисао, који је ипак имао много јаче заговорнике у хеленистичкој александријској средини.
Познати представници су:
- Диодор Таршки (око 300. – 390.)
- Теодор Мопсуестијски (око 350. – 428.)
- Теодорит Цирски (око 393. – 466.)
- Јован Златоусти (349. – 407.)

На подручју христологије, антиохијска школа постала је позната по споровима који су довели до Ефешког сабора, то јест трећег екуменског сабора. Главни опонент представницима Антиохије тада је био Кирил Александријски. Начелно, антиохијски теолози нагињали су одвајању људске од божанске нарави у Христу, тј. доказивању независне људске нарави, што је охрабрило несторијанство.

### Раздобље арапских калифа
Године 638, у вријеме владавине Хераклија, Антиохију су освојили Арапи, те је назвали арапским именом Антакија. Будући да нису успели да продру и у Анатолију, Антиохија је остала погранично место кроз следећих 350 година, што је довело до њеног пропадања. Византијски цар Нићифор II Фока поновно је 969. освојио град, а 1084. освајају га Селџуци, али задржавају га само 14 година, до доласка крсташа.

### Крсташко и мамелучко раздобље
У Првом крсташком рату Антиохија је била девет месеци под опсадом, те су је, уз помоћ издаје, крсташи коначно освојили, те ставили под управу тарантског принца Бохемунда. Остала је престолницом латинске Антиохијске принчевине кроз следећа два века. Мамелуци је освајају 1268. У то време Антиохија је већ сасвим изгубила своје значење, већ и стога што се у кориту Оронта наталожило толико муља, да већи бродови више нису могли пристати у градској луци, те је важност преузео оближњи лучки град Александрета, данас Искендерун.